# Querschüttler
Querschüttler, auch als Hordenschüttler oder einfach Schüttler bezeichnet, sind Rotationsförderer, Maschinen, die mit einer der eigenen Rotationsbewegung überlagerten Hin- und Herbewegung von Haken oder Zinken ein zu verarbeitendes oder zu transportierendes Gut befördern. Sie werden heute vor allem in Mähdreschern zur besseren Kornabscheidung, bei Kehrmaschinen und in der Lüftungstechnik eingesetzt.

## Einsatz in Mähdreschern
Der Begriff Querschüttler wurde vom amerikanischen Landmaschinenhersteller, der John Deere AG, in den 1960er Jahren eingeführt und leitet sich von der englischen Bezeichnung Cross-shaker ab. Er ist nicht zu verwechseln mit einfachen Querschüttelböden, die Ende des 19. Jahrhunderts in Dreschmaschinen eingebaut und verkürzend ebenfalls als Querschüttler bezeichnet wurden.
In heutigen Mähdreschern werden Querschüttler hinter den Dreschtrommeln oberhalb des Schüttelbodens eingebaut. Sie dienen der Aufwirbelung des bereits gedroschenen Gutes und wirken einer Matratzenbildung des Strohs auf dem Schüttelboden entgegen. Durch die Verwirbelung des Strohs werden noch darin befindliche, restliche Körner befreit, wodurch die Ausbeute an Korn insgesamt erhöht wird.
Durch die Pendelbewegung der rotierenden Zinken oder Haken eines Querschüttlers kommt es zu gegenläufigen Querbewegungen, die viele Vorteile mit sich bringen, insbesondere ein sehr sicheres Aufgreifen des zu befördernden Materials, dessen ungerichtete Verwirbelung und eine deutliche Gewichtsersparnis am Gerät selbst, da durch die Querbewegungen nur sehr wenige Haken nötig sind.